# 昭侯 (晋)
昭侯（しょうこう、生年不詳 - 紀元前739年）は、中国の春秋時代の晋の君主。姓は姫、名は伯。

## 生涯
晋の文侯の子として生まれた。紀元前746年、文侯が死去すると、後を嗣いで昭侯が晋侯として即位した。文侯の弟の成師が曲沃に封ぜられ、桓叔と号した。紀元前739年、晋の大臣の潘父が昭侯を殺害し、曲沃の桓叔を迎えようとした。桓叔が晋の都の翼に入ろうとすると、晋の人々は兵を発して桓叔を攻撃した。桓叔は敗れて曲沃に撤退した。晋の人々は昭侯の子の孝侯を晋侯として擁立した。